# スーパーマン (1940年代のアニメ映画)

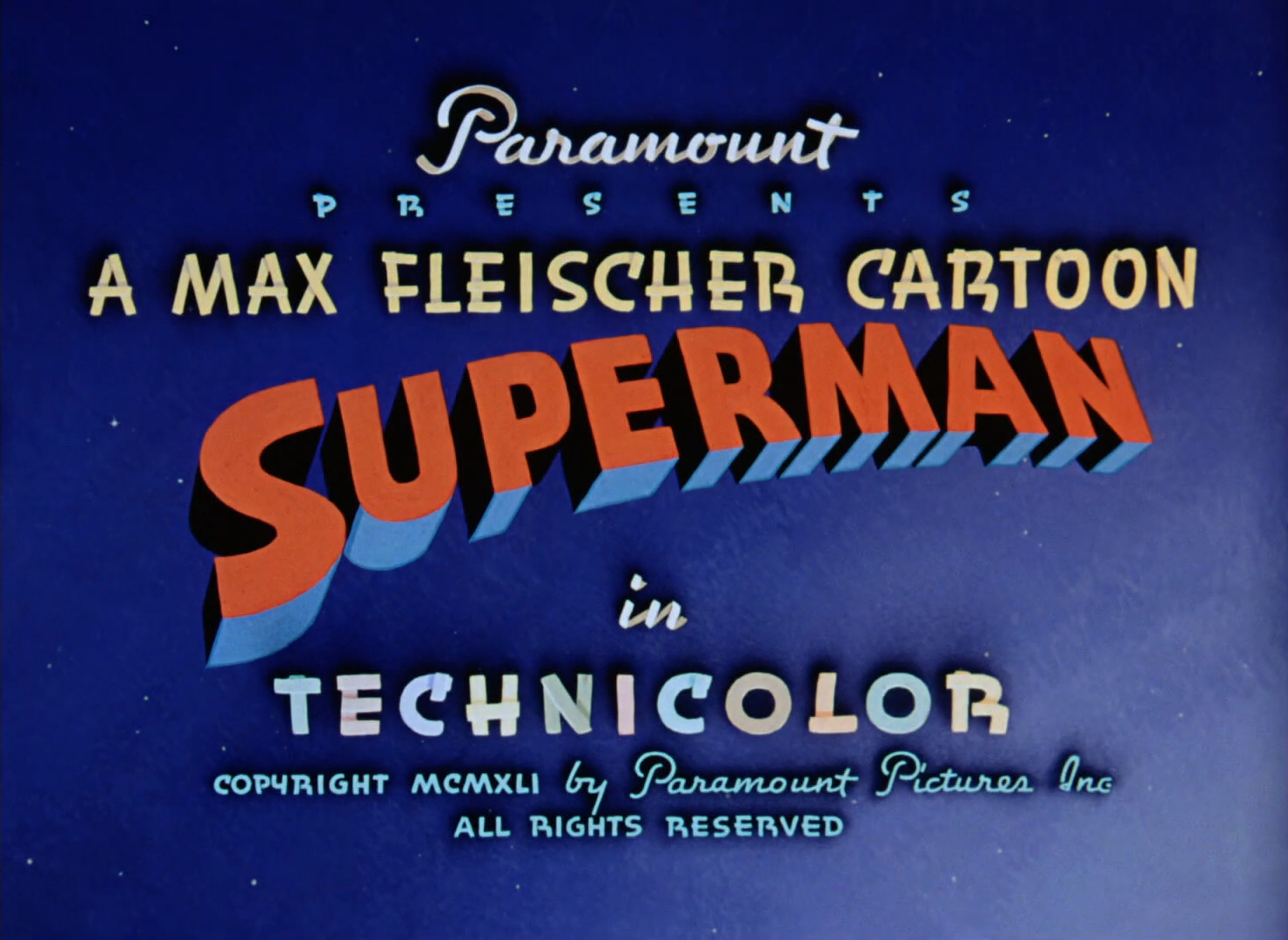

『スーパーマン』（英: Superman）は、1941年から1943年に製作された、DCコミックス社のヒーロー、スーパーマンのアニメ映画。製作はフライシャー兄弟のフライシャー・スタジオ、およびその後身、フェイマス・スタジオ(Famous Studios)によるもので、「フライシャーのスーパーマン」の通称で呼ばれることもある。日本ではラジオ東京テレビ（現：TBSテレビ）で1955年から1956年にかけて日曜18時30分から18時45分まで放送、大阪テレビで1957年5月10日から同年11月20日まで放送、その後『まんがスーパーマン』というタイトルで、1963年9月15日から9月29日までフジテレビでも放送された。1961年にも日曜朝9時30分から10時まで放送していた事がある。放送時間は日曜18時00分 - 18時30分。
シリーズの第一作「Superman」は1941年アカデミー短編アニメ賞にノミネートされた。なお、フライシャー・スタジオは1942年に、フェイマス・スタジオは1967年にそれぞれ破産しており、権利不継承のため、著作権の保護期間が50年の国ではパブリック・ドメインとして扱われている。日本でも大創産業などから激安VHS・DVDが発売されている。
この作品はCSでも放送されたことがあり、1990年代にキッズステーション、2000年代から2010年3月19日までホームドラマチャンネルで放送されたことがある。このうち、ホームドラマチャンネルはIVC版を放送した。

## 概要

### 製作までの道のり
1939年12月22日に、フライシャー・スタジオ初の長編カラーアニメーション映画『ガリバー旅行記（原題：Gulliver's Travels）』が公開された。全米での興行収入は300万ドルを超えた他、『ガリバー』での音楽を担当したヴィクター・ヤングがアカデミー作曲賞に、そして同作の挿入歌だった『まごころをいつまでも(Faithful Forever)』がアカデミー歌曲賞にそれぞれノミネートするなど、配給元であったパラマウント映画に大きな有益をもたらした。マイアミのスタジオと安定した制作体制を維持する約10万ドルの融資をパラマウントから受けていたフライシャー兄弟は、なんとか一応の成功は収めたものの、過去の融資分を返済するにはほど遠く、休む暇なく、短編アニメーションや長編第２作目『バッタ君町に行く（原題：Mr. Bug Goes to Town、1941年）』の制作に取りかかった。
『ガリバー』の成功に満足していたパラマウントは、興行面だけでなく確実な二次収益の見込まれるキャラクター主導のアニメ構造を模索していた。そして当時驚異的な読者数を獲得していたDCコミックスに連載されていた『スーパーマン』に着目、映画権を取得するや、フライシャー・スタジオにそのアニメーション作品を制作するように打診してきたのだ。フライシャー側は当初『スーパーマン』のアニメ化には難色を示していた。中よりも一番の拒否反応を示したのがデイヴ・フライシャーだった。クレジット上の監督とはいえ、品質及び、スケジュールを管理していたデイヴはスタジオの制作能力を知っていた。また、スタジオ側に著作権があったディズニーとは異なり、フライシャー作品は配給元であるパラマウント側に著作権があったので二次収益が見込まれないのも要因であった。そこでフライシャー兄弟は、パラマウントが計画を断念するような高額な予算を吹っ掛けた。それはシリーズ1本につき10万ドルという破格の予算をパラマウントに対し提示したのだ。
パラマウントはさすがに10万ドルの予算には納得できなかったが、交渉の余地ありと見て、初回作のみ5万ドル、それ以降は3万ドルという予算を持ちかけてきた。それでも色彩映画1本分の制作費を上回り財政的に潤いの少ないスタジオには魅力的な数字だった。結局フライシャーはパラマウントが継続的な財政援助とマーケティング・サポートをするという条件付きで制作に合意した。

## 日本語吹き替え
| スーパーマン/クラーク・ケント | バド・コルヤー           | 大平透   | 小林修                                                            | 堀内賢雄                 |
| ロイス・レーン                | ジョーン・アレキサンダー | 大平透   | 秋元千賀子                                                        | 渡辺美佐                 |
| ジミー少年                    | ジャック・マーサー       | 愛川欽也 | 不明                                                              |                          |
| ペリー・ホワイト              | ジュリアン・ノア         |          | 菱谷紘二                                                          |                          |
| ナレーター                    | ジャクソン・ベック       | 大平透   | 小林修                                                            | 有本欽隆                 |
| その他                        |                          |          | 高宮俊介 藤木譲 村山明 藤城裕士 苦見純 辻村真人 石井敏郎 飯塚昭三 | 長嶋雄一 高木渉 宝亀克寿 |

- ラジオ東京テレビ（現：TBSテレビ）版の大平透は1955年に『まんが・スーパーマン』の題で、日本のテレビ史上初の日本語吹替えを行う。当初は録音をせずに生放送の生吹替えで1人5役（スーパーマンの恋人ロイス・レーンを含む）を演じ分けていた。全12話まで放送。
- 大陸書房から「ピラミッド名作アニメシリーズ」の題で1989年8月にVHSビデオが発売された。
  - 吹き替え版は全17話中、9話がアフレコされた。
  - ※コスミック出版より、一部のエピソードがDVD化
  - 効果：赤塚不二夫
  - 演出：伊藤吾郎
- 2000年代に、大創産業が「ダイソーアニメシリーズ」の一つとしてVHSビデオ（NO.15〜NO.17。全3巻6話収録）を発売した。
- 株式会社IVC(アイヴィーシー)から「世界クラシックアニメシリーズ」と題して発売されたVHSビデオは、フライシャースタジオ製作の9作品のみアフレコされた。
  - ※2007年8月24日にDVD化
- 上記の他に、株式会社ヴェルヴェット（全3巻11話収録）と大創産業（「CARTOON CRAZE スーパーマン-弾よりはやく-」（7話収録））から、それぞれ別の声のキャストで日本語版DVDが発売されているが、どちらも一部のエピソードのみの収録である。

上記のような理由から2014年現在、全17話全てを、日本語吹き替え版で見ることは出来ない。
ブルーレイ「スーパーマンⅡ冒険編」の特典映像で数話が高画質で収録されメイキングも収録された。

## 作品リスト

### フライシャー・スタジオ製作
| No. | PD版サブタイトル     | サブタイトル (フジテレビ版) | 原題                         | 公開日          |
| --- | -------------------- | --------------------------- | ---------------------------- | --------------- |
| 1   | スーパーマン誕生     |                             | Superman (The Mad Scientist) | 1941年 10月26日 |
| 2   | 謎の現金強奪ロボット |                             | The Mechanical Monsters      | 11月28日        |
| 3   | 金塊輸送車を守れ!    |                             | Billion Dollar Limited       | 1942年 1月9日   |
| 4   | 氷河の古代怪獣       |                             | The Arctic Giant             | 2月26日         |
| 5   | 弾丸ミサイルの襲撃   |                             | The Bulleteers               | 3月26日         |
| 6   | 磁気望遠鏡           |                             | The Magnetic Telescope       | 4月24日         |
| 7   | 電気地震             |                             | Electric Earthquake          | 5月15日         |
| 8   | 火山島危機一髪       |                             | Volcano                      | 6月10日         |
| 9   | サーカスの恐怖       | 恐怖の猛獣サーカス          | Terror on the Midway         | 8月23日         |

### フェイマス・スタジオ製作
| No. | PD版サブタイトル         | サブタイトル (フジテレビ版) | 原題                  | 公開日         |
| --- | ------------------------ | --------------------------- | --------------------- | -------------- |
| 10  | 巨大爆撃機を追え!        |                             | Japoteurs             | 1942年 9月18日 |
| 11  | 偽スーパーマン現わる!    |                             | Showdown              | 10月16日       |
| 12  | スーパーマンインヨコハマ |                             | Eleventh Hour         | 11月20日       |
| 13  | テロリストは誰だ         |                             | Destruction, Inc.     | 12月25日       |
| 14  | よみがえるミイラ像       | エジプトの秘密              | The Mummy Strikes     | 1943年 2月19日 |
| 15  | ジャングルの秘密         |                             | Jungle Drums          | 3月26日        |
| 16  | 恐怖の破壊光線           |                             | The Underground World | 5月18日        |
| 17  | 暗黒組織をつぶせ!        |                             | Secret Agent          | 7月30日        |

## 映像ソフト化
アメリカでは、1987年と1988年にワーナー・ホーム・ビデオから「TV's Best Adventures of Superman」というタイトルでVHSとレーザーディスクが発売されている。全4巻までリリースされ、各巻は1950年代に放送された同名のテレビドラマから選出された2本のエピソード（白黒版とカラー版の2本）と、マックス・フライシャー版スーパーマンの短編（ワーナーが正式にリリースされた初のオリジナルフィルム）が収録された。
ボスコ・ビデオでは、1991年に発売した「The Complete Superman Collection: Golden Anniversary Edition – The Paramount Cartoon Classics of Max & Dave Fleischer」というVHSで、35ミリフィルムのクリアな映像を収録した2巻のVHSをリリースした。これはファンの中でも評価が高かったが、DCコミックスおよびその親会社であるワーナー・ブラザースとは一切関係なかった。2000年にはイメージ・エンターテイメントが「The Complete Superman Collection: Diamond Anniversary Edition」というDVDを発売している。
2006年の映画「スーパーマン リターンズ」が公開される前である2006年5月30日に、VCIエンターテイメントから「Superman: The Ultimate Max Fleischer Cartoon Collection」というDVDが発売された。全17話の本編をドルビー・デジタル2.0のオーディオでデジタル修復している。
映像特典には、以下の作品が収録されている。
- 第二次世界大戦時代のアメリカ軍隊の二等兵が活躍する物語「プライベート・スナフ」のエピソード「Snafuperman」（スナフがスーパーマンになるお話）
- Behind the Cape - 全17話のあらすじやトリビアを紹介するストーリー。
- シリーズに関する解説が載ったDVDブックレット
- 声優・プロデューサーのマックス・フライシャーによる「スーパーマンの歴史」
- カーク・アリン主演の1948年の映画「スーパーマン」の予告編
- ロイス・レーン役のジョーン・アレクサンダーの録音電話インタビュー

このリリースに関してはボスコ・ビデオと同様に、DCコミックスやワーナー・ブラザースとは一切関係がない。
2006年11月28日には、ワーナー・ホーム・ビデオからオリジナルの素材から修復・リマスターされたものがDVDで発売された。
最初の全9話分は、4枚組のスペシャルエディション「スーパーマン」、残りの全8話分は2枚組のスペシャルエディション「スーパーマンII」の映像特典として収録された。
フライシャー／フェイマス・スタジオ制作の全作品を収録したセット『The Christopher Reeve Superman Collection』および『Superman Ultimate Collector's Edition』にも含まれ、両セットにはカートゥーンの歴史を振り返る13分の短編ドキュメンタリー『First Flight: The Fleischer Superman Series』が収録された。このドキュメンタリーは『スーパーマンII』（2006年版）DVDにも収録されており、アニメーション制作チームの存命メンバーや関係者、脚本家、ブルース・ティム（『バットマンTAS』）、ポール・ディニ、ダン・リバ（『スーパーマンTAS』）らが登場し、いずれも本人自身が作り上げた作品に本作から影響を与えたと語っている。
不思議ながら、このシリーズは単独のDVDで発売しなかったため、一部の購入者から「なぜクリストファー・リーブ主演のスーパーマンの映像特典として収録するのか？」などと疑問を持ち掛ける声もあった。
アメリカ合衆国では他にも、以下のものがソフト販売・ストリーミング配信されている。
- 2004年 - Platinum Disc Corporationより、5.1chデジタル音声を搭載した2枚組DVDが発売。
- 2004年12月 - Toonami Digital Arsenalが、公式サイト上でMP4形式で無料配信。1日1話ずつ公開され、最終話「Secret Agent」は2005年1月1日（元日）に配信された。
- 2008年7月1日 - ワーナー・ブラザースがiTunesで本作の全17話を配信。14作品は2本1組で1.99ドル、残り3作品は1本の映像として同価格で販売。
- 2009年4月7日 - ワーナー・ホーム・ビデオより『Max Fleischer's Superman: 1941–1942』として、初の公式オリジナルマスター版コレクションを26.99ドルで発売。新規特典として「The Man, The Myth, Superman」を収録し、『スーパーマンII』（2006年版）DVDの特典だった『First Flight: The Fleischer Superman Series』も同時収録。
- 2011年6月 - 『The Superman Motion Picture Anthology』（8枚組Blu-ray Box）が発売。マックス・フライシャー版スーパーマン全作品をSD画質で収録。
  - 『Superman II – Original 1980/81 Theatrical Release』ディスクに、フライシャー・スタジオ制作の全8話と『First Flight: The Fleischer Superman Series』を収録。
  - 『Superman II – The 2006 Richard Donner Cut』ディスクに、フェイマス・スタジオ制作の全8話を収録。
- 2012年10月30日 - Gaiamスタジオより、Blu-rayセット 『Max Fleischer's Superman: Collector's Edition』を発売。Blu-ray.comやAmazonのレビューによると、SD画質のものをそのままHD画質にアップスケールされたものとなっており、映像・音質ともに批判を受けている。
- 2020年以前 - WarnerMediaのストリーミングサービスDC Universeで初の公式である新HDリマスター版で配信されたが、2021年初頭のサービス終了とともに視聴不可となった。
- 2023年5月16日 - ワーナー・ブラザース・ホームエンターテイメントより、公式のBlu-rayセットが発売された。オリジナルの35mm連続露光ネガフィルムを4Kスキャンしており、1080p解像度で収録している。

以上の結果がこの通りであるが、ワーナー・ブラザースのストリーミングサービス「Max」では一度も配信されていない。
日本では前述のようにワーナー・ブラザース・ジャパンからの正式なリリースは無く、全17話を公式で視聴することはできない。大陸書房版やIVC版以外にも別の会社によるDVDも複数も存在するが（マクシマム版（規格品番：ORS-1203 ほか）、ウェルヴェッド版（規格品番：ANA-002）など）、このうちブレーントラスト版はPrime VideoやFODなどでの配信のみである。ちなみにこのシリーズは、1950年のテレビドラマ版のように再放送用に録音されたバージョンが存在しない。